# Satillieu
Satillieu is een gemeente in het Franse departement Ardèche (regio Auvergne-Rhône-Alpes) . De plaats maakt deel uit van het arrondissement Tournon-sur-Rhône. Satillieu telde op 1 januari 2022 1.502 inwoners.

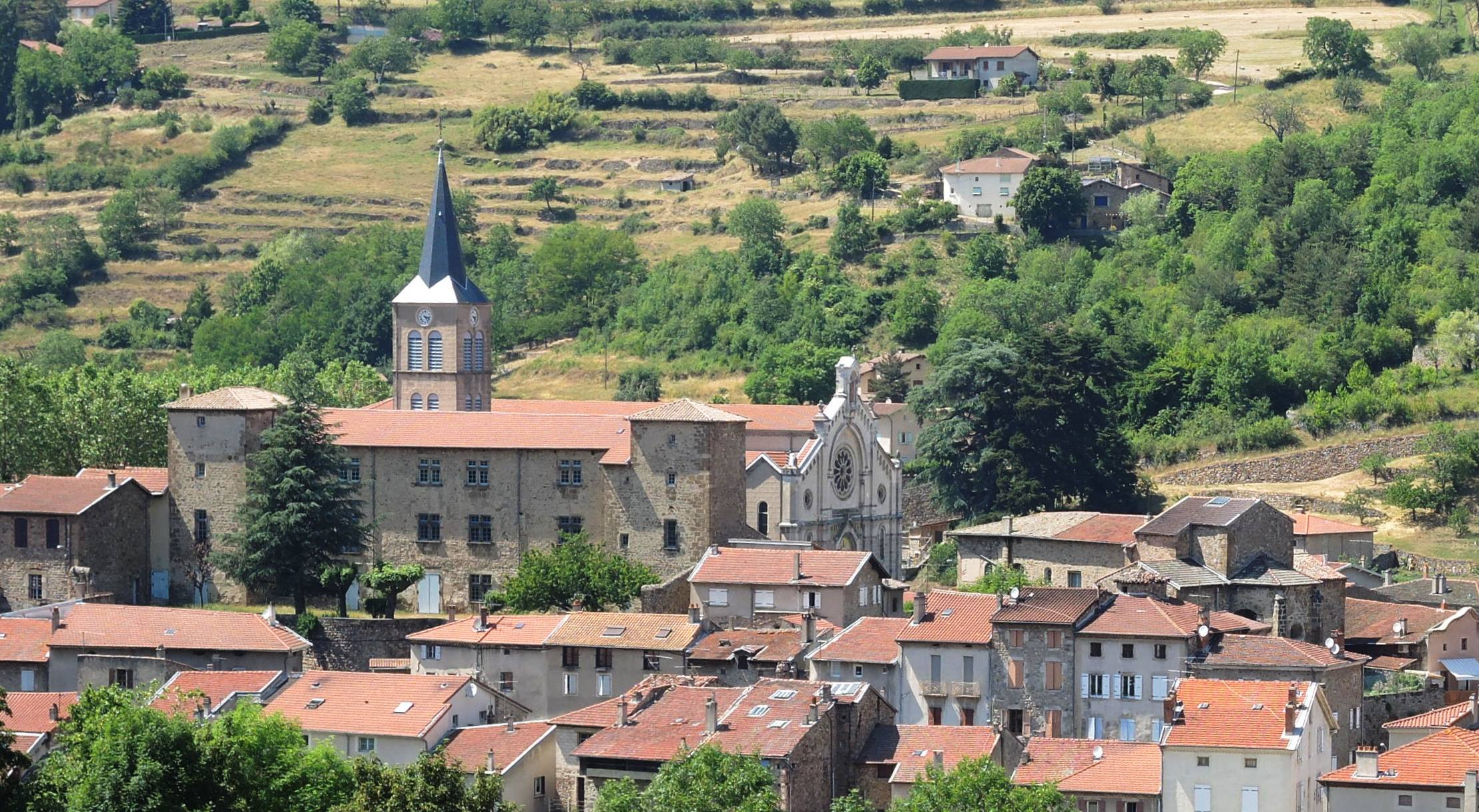
Satillieu
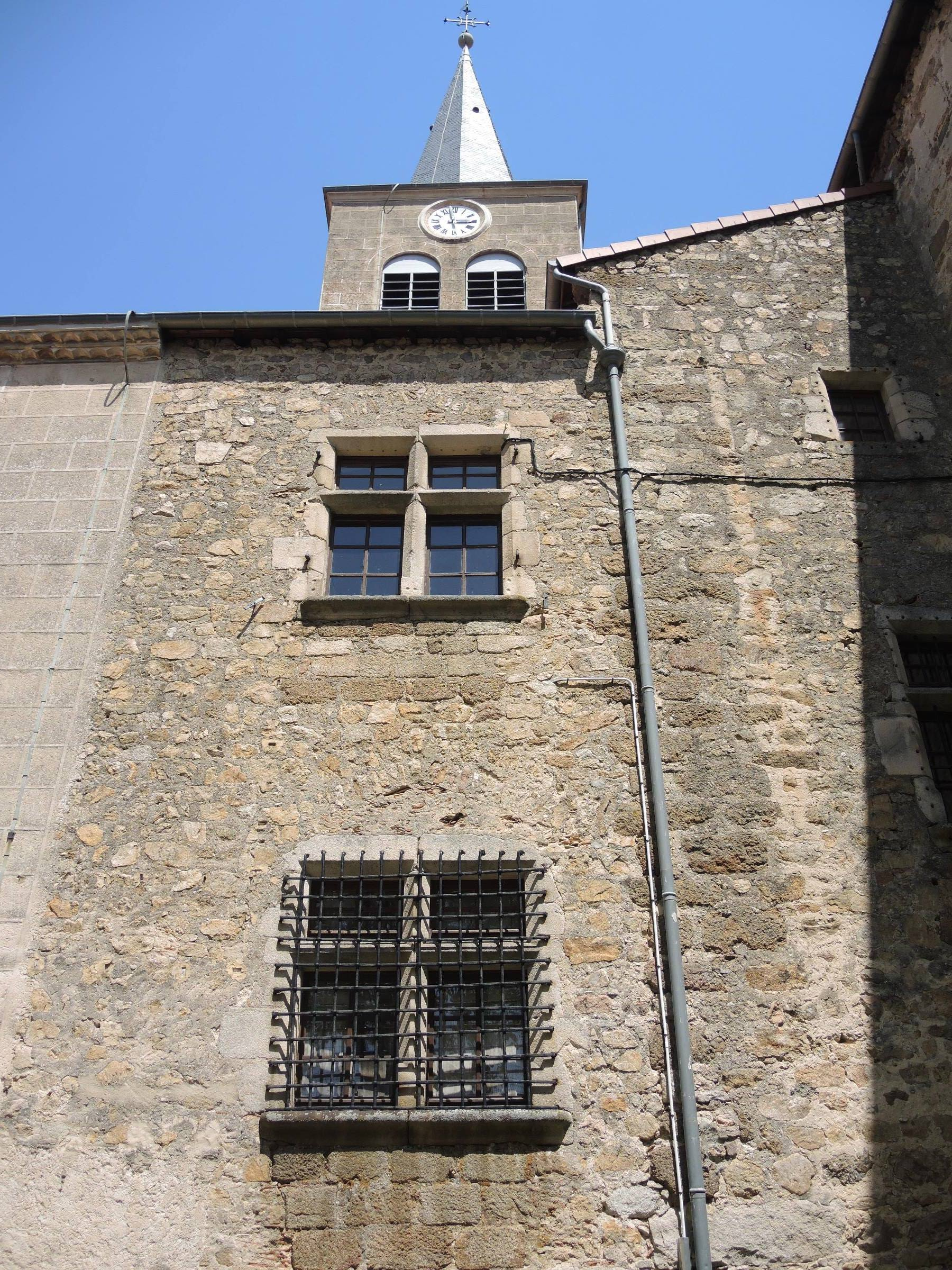
Château Meneaux
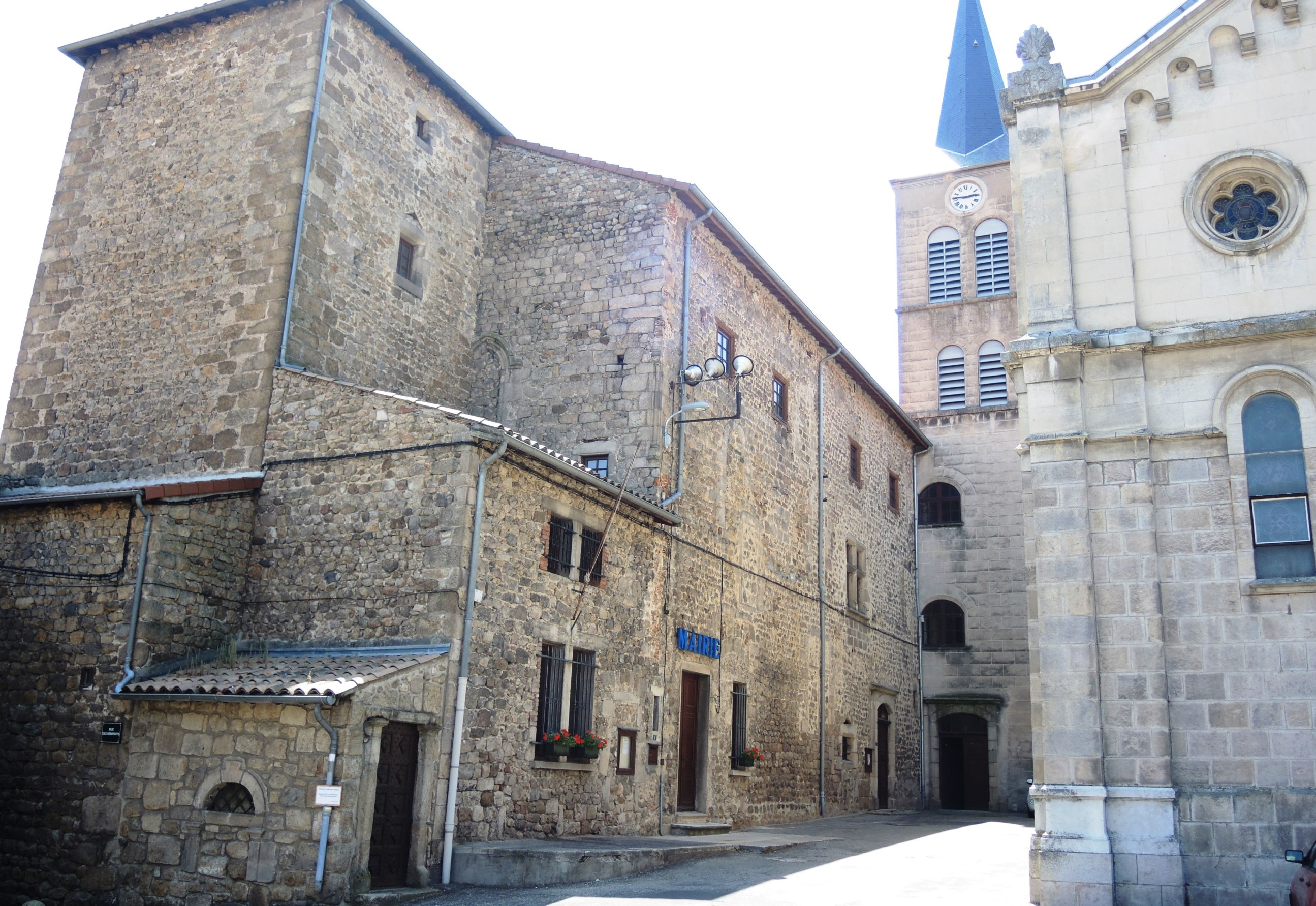
Centrum met kasteel, kerk en toren

## Geografie
De oppervlakte van Satillieu bedroeg op 1 januari 2022 32,82 vierkante kilometer; de bevolkingsdichtheid was toen 45,8 inwoners per km².
De onderstaande kaart toont de ligging van Satillieu met de belangrijkste infrastructuur en aangrenzende gemeenten.

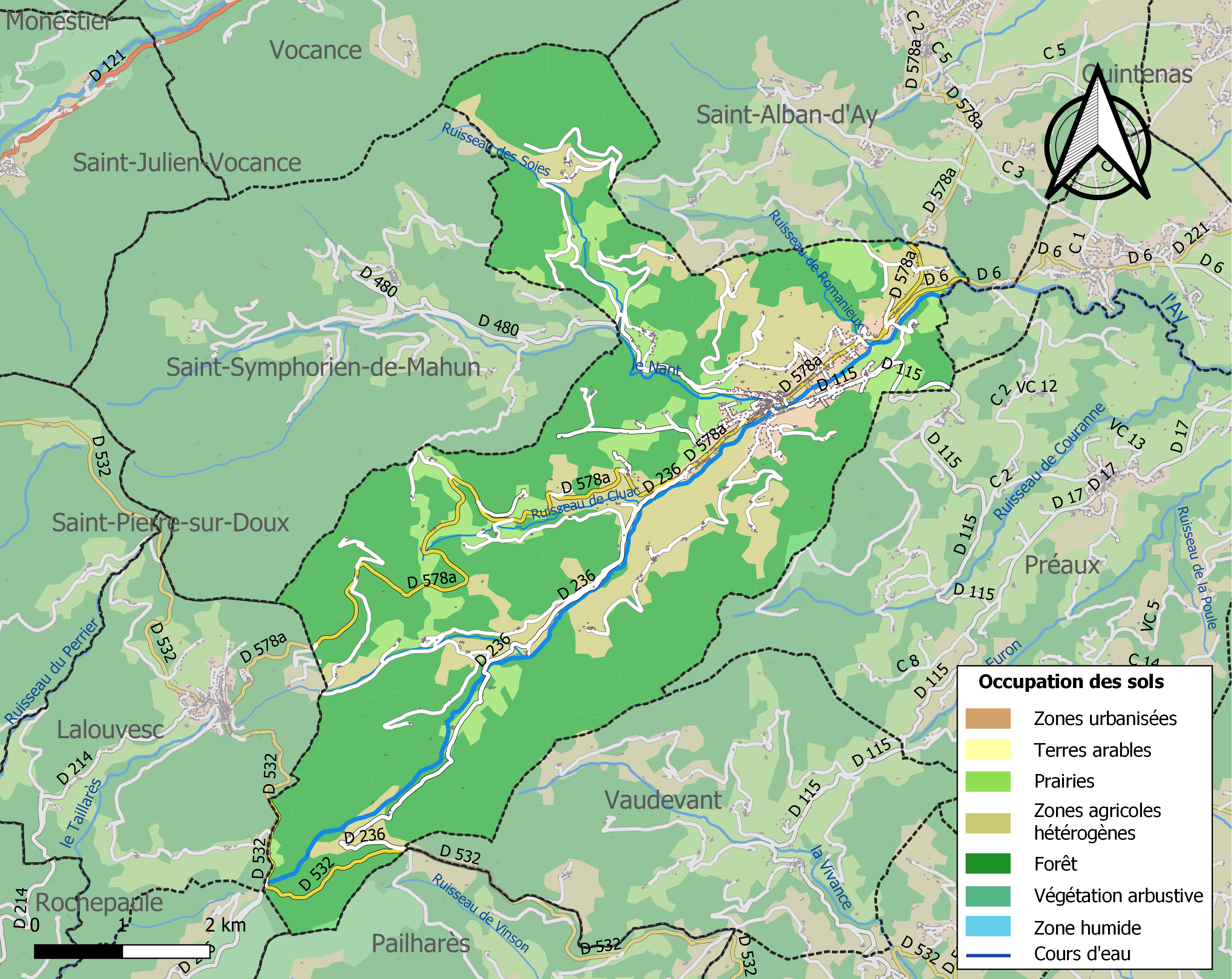

## Demografie
Onderstaande figuur toont het verloop van het inwonertal (bron: INSEE-tellingen).

Vanwege een beveiligingsprobleem met de MediaWiki Graph-software is het momenteel niet mogelijk deze grafiek weer te geven. Zodra de software is bijgewerkt zal de grafiek vanzelf weer zichtbaar worden.